# Zhandos Bizhigitov
Zhandos Bizhigitov, nascido a  10 de junho de 1991 em Petropavl, é um ciclista profissional cazaque que atualmente corre para a equipa Astana.

## Palmarés
2015
- 3.º no Campeonato do Cazaquistão Contrarrelógio
- 2.º no Campeonato Asiático em Contrarrelógio

2016
- 2.º no Campeonato do Cazaquistão Contrarrelógio
- 1 etapa do Tour de Coreia

2017
- 3.º no Campeonato Asiático em Estrada
- Campeonato do Cazaquistão Contrarrelógio

## Resultados nas Grandes Voltas e Campeonatos do Mundo
Durante a sua carreira desportiva tem conseguido os seguintes postos nas Grandes Voltas.
| Carreira               | 2013 | 2014 | 2015 | 2016 | 2017  | 2018 | 2019 |
| ---------------------- | ---- | ---- | ---- | ---- | ----- | ---- | ---- |
| Giro d'Italia          | -    | -    | -    | -    | 160.º | -    | -    |
| Tour de France         | -    | -    | -    | -    | -     | -    | -    |
| Volta a Espanha        | -    | -    | -    | -    | -     | -    | -    |
| Mundial em Estrada     | -    | -    | -    | -    | 80.º  | -    | Ab.  |
| Mundial Contrarrelógio | -    | -    | -    | 56.º | 44.º  | -    | -    |

-: não participa 

Ab.: abandono 